# 성전환 치료
성전환 치료(영어: Sex reassignment therapy, SRT)는 트랜스젠더의 1차 성징과 2차 성징을 전환시키는 치료를 말한다. 호르몬 치료, 유방의 확대 혹은 축소, 제모, 얼굴 여성화 수술, 얼굴 남성화 수술 등이 있다.